# Lumbier

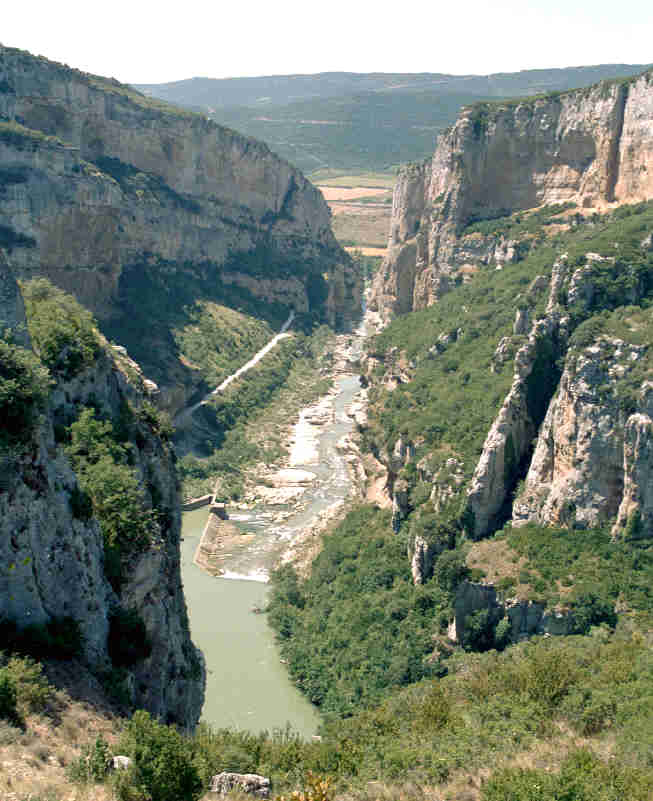
Foz de Lumbier

Lumbier (baskisch Irunberri) ist ein Ort in der spanischen Region Navarra und gleichzeitig Hauptort einer Subzona jener Region nach der Gebietseinteilung Navarra 2000, was in etwa einer Comarca entspricht. Die Gemeinde hatte 2024 insgesamt 1.327 Einwohner auf einer Fläche von 57 km². Ihr Zentrum liegt auf 465 m Höhe, die bekannteste Sehenswürdigkeit ist die Schlucht Foz de Lumbier.
Plinius nannte im 1. Jahrhundert die Einwohner der Gegend bei der Beschreibung im heutigen Saragossa zusammenkommender Gruppen die Iluberritani. Arnaut d'Oihenart identifizierte 1656 das nach seinen Angaben Irumberri genannte Lumbier mit den Iluberritani des Plinius. Aufgrund der Wortbedeutung wurde Iluberritani als Fehlschreibung angesehen und von Oihenart und anderen als Ilumberritani umgebildet. berri ist ein baskisches Adjektiv, das „neu“ bedeutet, während ilum „schattig, dunkel“ bedeutet und sich wohl auf die Schlucht von Lumbier bezieht. Arturo Campión (1907) und Hugo Schuchardt (1907) vertraten eine gegenteilige Position, nach der die Interpretation von „ilu“ als eine Variante von ili, „Dorf, Stadt“, plausibler ist und Iluberri eine (neue) Befestigungsanlage des genannten Stammes bezeichnete. Aus den genannten Befunden leitete Ramón Menéndez Pidal ab, dass der ursprüngliche Name zu Navarro-Romanisch Lumbierre oder Lumbier umgebildet wurde. Seit dem 11. Jahrhundert wurde Lumbier in verschiedenen Dokumenten als Lomberri (1039), Lumberri (1050), Lomber (1102), Lombier (1121) und Lumber (1125) genannt, im 13. Jahrhundert auch als Lumbier.
Lumbier liegt im heute offiziell nicht-baskischsprachigen Westteil Navarras in den Vorpyrenäen an der Grenze zu Aragonien; bis zu 10 % der Bevölkerung werden aber als zweisprachig spanisch-baskisch angesehen. Die Gemeinde Lumbier gehört zur Zone 1, Nordwestnavarra, und ist namensgebend für deren Unterzonalbezirk 8, Lumbier. Zum Bezirk gehören außerdem noch unter anderem Romanzado und Urraúl Alto und Urraúl Bajo.